# MyHeritage

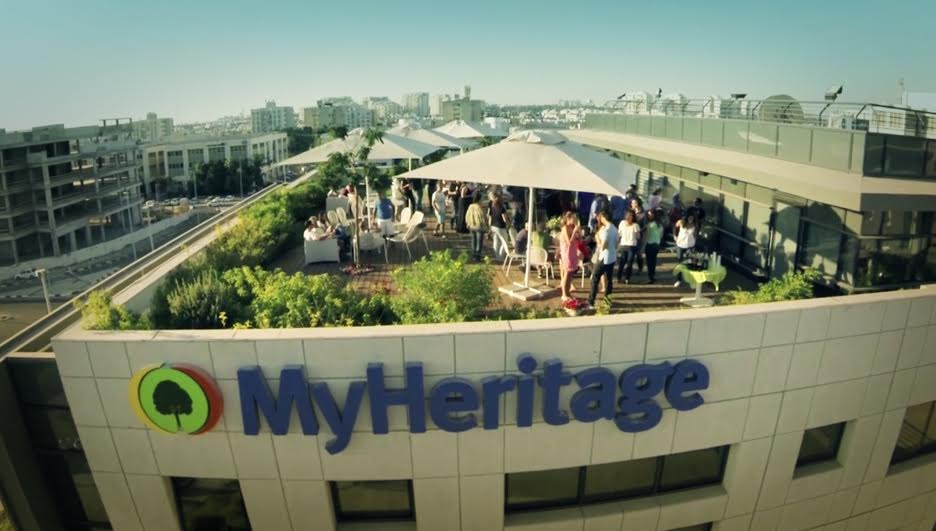

MyHeritage este un site pentru a descoperi, partaja și conserva istoria familiei. Acesta oferă on-line mobile și platforme software pentru utilizatorii săi din întreaga lume. 

## Family Tree Builder

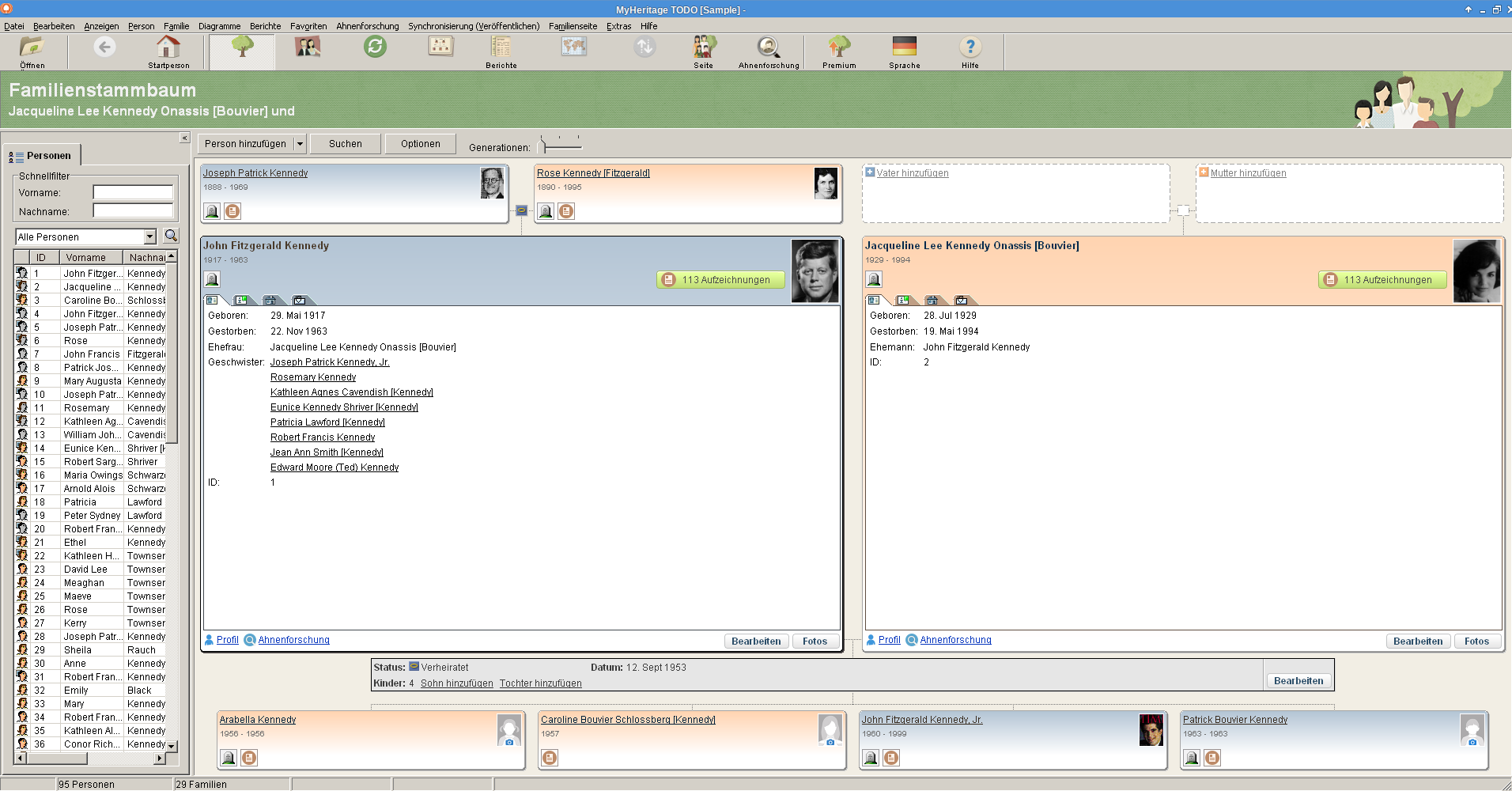
Screenshot pentru Family Tree Builders

Utilizatorii pot crea propriul lor arbore de familie on-line, căuta strămoși etc.

## MyHeritage DNA
MyHeritage DNA este un serviciu de testare genetică lansat de MyHeritage în 2016. Rezultatele ADN sunt obținute prin truse de testare pentru acasă, interiorul obrazului (din gură) fiind frecat cu bastonașe cu vată. Rezultatele oferă potriviri de ADN (de rudenie) și estimări ale etnicității.